# Dracula nosferatu
Dracula nosferatu är en orkidéart som beskrevs av Carlyle August Luer och Rodrigo Escobar. Dracula nosferatu ingår i släktet Dracula och familjen orkidéer. Inga underarter finns listade i Catalogue of Life.